# Christian Hedegaard
Christian Hedegaard (født 1966) er en dansk evangelist (forkynder), der sammen med sin kone Karen Hedegaard i 2000 grundlagde missionsbevægelsen Evangelist, der bl.a. forsøgte at behandle psykisk syge med bøn og faste. Hedegaard blev 2011 i byretten dømt for kvaksalveri,, en dom som landsretten stadfæstede i 2012. Hedegaard og hans kone stiftede i 2013 Powerhouse Church i Orlando, Florida, hvorfra de nu opererer.

## Mediernes afsløring af Evangelist
I februar 2007 blev Christian Hedegaard interviewet af Ole Vestergaard i TV 2’s Dags Dato, hvor han fik lejlighed til at svare på rygter om fanatisk sekterisme, hjernevask og økonomisk svindel, der havde fulgt den kristne menighed Evangelist siden den på det seneste havde opkøbt en række ejendomme i flere lokalsamfund.
I oktober 2007 sendte DR1 dokumentaren Gud i Gørløse,, der blev tilrettelagt af Vibeke Heide-Jørgensen, og primært fokuserede på historierne om en moder, der havde mistet kontakten med sin søn, efter han blev en del af Evangelist, og om en kvinde, hvis ægteskab var gået i stykker, efter at hendes mand var blevet en del af Evangelist, hvorefter de havde flere stridigheder om forældremyndigheden. I begge tilfælde beskrev kvinderne, at Christian Hedegaard har spillet en meget aktiv rolle for sagernes forløb.
Onsdag d. 22. april 2009 sendte TV 2 underholdningsprogrammet Danmark ifølge Bubber, hvor Bubber går på opdagelse i subkulturer i Danmark, denne gang Evangelist. Udsendelsen handlede mest om Bubbers ønske om at møde Jesus, som efter hans eget udsagn ikke gik i opfyldelse. I udsendelsen havde Bubber op til flere samtaler med Christian Hedegaard. Efterfølgende påstod Evangelist, at Bubber havde helbredt de syge. Bubber benægtede selv at have helbredt nogen som helst.
Mandag d. 11. maj 2009 sendte TV 2 en udgave af Operation X med Morten Spiegelhauer, der fokuserede på Evangelists rehabiliteringshjem, og havde titlen Besat af dæmoner. Udsendelsen tog primært udgangspunkt i kvinderne Lis Jørgensen, der led af kronisk depression og astma, og Janni Mors Laursen, der led af skizofreni. Begge havde boet i samme hus på sektens område, hvor de havde fået frataget deres medicin. I slutningen af udsendelsen havde Spiegelhauer et interview med Christian Hedegaard, der blev præsenteret som ophavsmanden til den behandlingsform, de har været igennem.
I forbindelse med interviewet havde Christian Hedegaard arrangeret, at helbredte mennesker sad omkring dem med skilte, der markerede, hvad de var blevet helbredt for. Christian Hedegaard fortalte, at han hørte en stemme, der bad ham hjælpe mennesker i nød. Han sagde, at sygdomme i flere tilfælde er dæmoniske. Enhver afhængighed, sagde han, kan brydes åndeligt. Samtidig som Hedegaard forklarede, at de jævnligt kørte syge til læge og psykiatrisk behandling, så indrømmede han også, at man tog antipsykotisk medicin og psykofarmaka fra mennesker, og sagde, at han aldrig havde benægtet dette. Da Spiegelhauer indirekte beskrev Lis’ situation, hvor astmamedicin angiveligt blev taget fra hende, afviste Hedegaard at snakke om konkrete tilfælde. Han siger, at psykofarmaka ikke helbreder mennesker, men blot "stabiliserer" dem og tilføjede, at for hvert negativt tilfælde kunne han præsentere ti positive. Spiegelhauer læste dernæst op fra Lis Jørgensens journal, hvorefter Hedegaard insisterede på, at han kunne præsentere mange flere tilfælde, hvor behandlingen var lykkedes.
Afsløringen af at Hegegaards menighed havde frataget psykisk syge livsvigtig medicin blev suppleret af oplysninger fra tidligere medlemmer, kirkegængere og ledere fra Hedegaards menighed, der fortalte om sexmisbrug, vold og dæmonuddrivelser i sekten.

## Retssag og dom
I juni 2009 anmeldte Sundhedsstyrelsen Evangelist til Politiet efter, at programmet Operation X på TV2 havde afslørede, hvordan bevægelsen tog psykisk syge ind, fjernede deres lægeordinerede medicin og i stedet forsøgte at helbrede dem ved hjælp af dæmonuddrivelse. Det ledte til en sigtelse for kvaksalveri og Politiet ransagede efterfølgende Hedegaards ejendom i Gørløse og sektens rehabiliteringscenter Bakkebjerg ved Græsted. Ifølge anklageskriftet havde Hedegaard sammen med tre andre medlemmer af sekten i tre tilfælde tvunget eller overtalt et medlem til at lade være med at tage lægeordineret medicin, og på den måde havde udsat de tre medlemmer for en helbredsfare. Den 21. december 2011 blev Hedegaard ved Retten i Hillerød (Byretten) dømt for i to tilfælde at have overtrådt autorisationsloven, også kaldet loven om kvaksalveri. Dommen blev stadfæstet af Østre Landsret den 9. oktober 2012.

## Efterspil
Dommen førte til medlemsflugt i Evangelist, tvangsauktioner over bevægelsens ejendomme, intern splid i sekten og parret Hedegaard udvandrede til U.S.A.
Fra d. 2. til d. 16. januar 2019 bragte TV2 en dokumentarserie med titlen Guds Bedste Børn, der var produceret af Dokumentarkompagniet. Klip med Christian Hedegaard blev vist i forbindelse med behandlingen af emnet dæmonuddrivelse og andre radikale danske forkyndere som Ruth Evensen, Christian Laursen, Torben Søndergaard og Moses Hansen. Dokumentarens mål var at give et "unikt indblik i en radikal kristen verden, hvor små børn tror de har satans dæmoner inden i sig. En verden hvor alvorligt syge overbevises om at de kan blive helbredt ved bøn. Og en verden hvor prædikanter misbruger deres magt både psykisk og i flere tilfælde seksuelt - uden myndighederne er i stand til at stoppe dem."